# Przed sklepem jubilera
Przed sklepem jubilera (podtytuł: Medytacja o sakramencie małżeństwa przechodząca chwilami w dramat) – utwór Karola Wojtyły wydany w 1960. Bohaterami są trzy związane ze sobą pary, a jego tematem miłość i małżeństwo.

## Treść
Utwór składa się z trzech aktów:
- I. Sygnały (Teresa, Andrzej)
- II. Oblubieniec (Anna, Stefan)
- III. Dzieci (Monika, Krzysztof)

W pierwszym akcie znajdują się wypowiedzi dwojga młodych ludzi: Teresy i Andrzeja, który właśnie oświadczył się Teresie. Wspominają swoją drogę do związku i udają się do sklepu jubilera, gdzie wybierają dla siebie obrączkę, zaś jubiler wyjaśnia im sens tego symbolu.
W drugim akcie Anna, mężatka, udaje się do sklepu jubilera, aby sprzedać obrączkę, która pozostała po nieudanym małżeństwie ze Stefanem. Tam „przypadkowy rozmówca”, który przedstawia się jako Adam, rozmawia z nią o tym małżeństwie.
Trzeci akt spina dwa pierwsze, gdyż spotykają się w nim Monika i Krzysztof – dzieci par z pierwszych dwóch aktów. Mówią o małżeństwach swoich rodziców: o tym, jak się potoczyły i tym, jak wpłynęły na ich własne postrzeganie miłości. 

## Adaptacje
Na motywach utworu w 1989 powstał film Przed sklepem jubilera (wł. Bottega dell’orefice) w reżyserii Michaela Andersona, w którym udział wzięli m.in. Burt Lancaster (jubiler) i Daniel Olbrychski (ksiądz Adam).